# Mohamed Ziane (football)
Ne doit pas être confondu avec Mohammed Ziane.
Pour les articles homonymes, voir Ziane.
Mohamed Ziane (en arabe : محمد زيان) est un footballeur algérien né le 22 mars 1975 à Tlemcen. Il évoluait au poste de défenseur central.

## Biographie
Il évolue en première division algérienne avec le club de sa ville natale, le WA Tlemcen.

## Palmarès
WA Tlemcen
- Coupe d'Algérie (1) :
  - Vainqueur : 2001-02.